# Текен
„Текен“ (на английски: Tekken) е филм с бойни изкуства от 2010 г. на режисьора Дуайт Литъл и е разпространен от Warner Bros. и Anchor Bay Entertainment. Базиран е на едноименната поредица бойни игри, във филма участват Джон Фу, Кели Овъртън, Кари-Хироюки Тагава, Иън Антъни Дейл и други.
Филмът е продуциран от Crystal Sky Pictures, премиерата на филма е на 5 ноември 2009 г. в филмовия фестивал на AFI и е пуснат в Япония на 20 март 2010 г.